# Lichnov u Nového Jičína

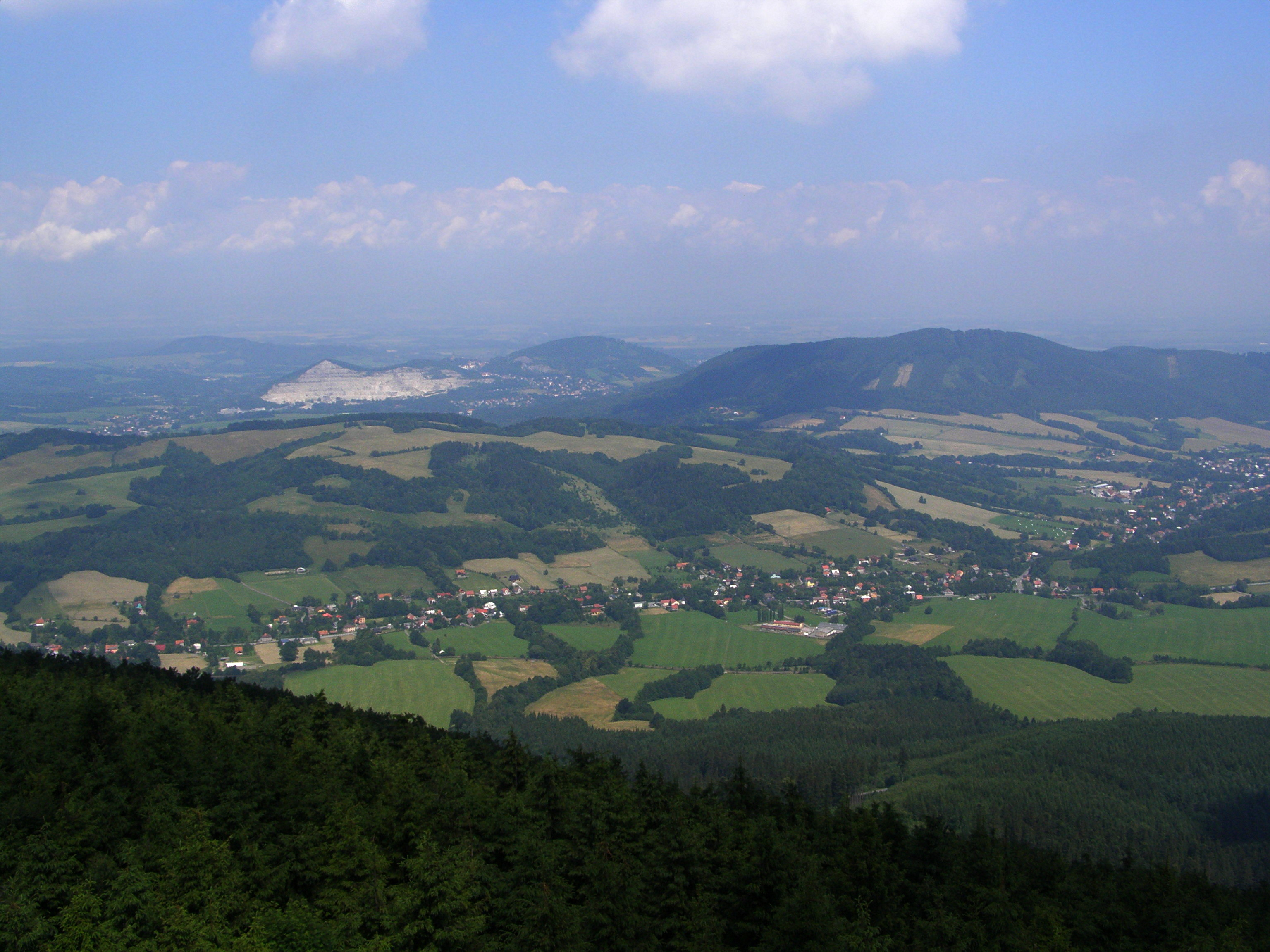
Blick vom Velký Javorník auf Bordovice (Mitte) und Lichnov (rechts), im Hintergrund der Kotouč

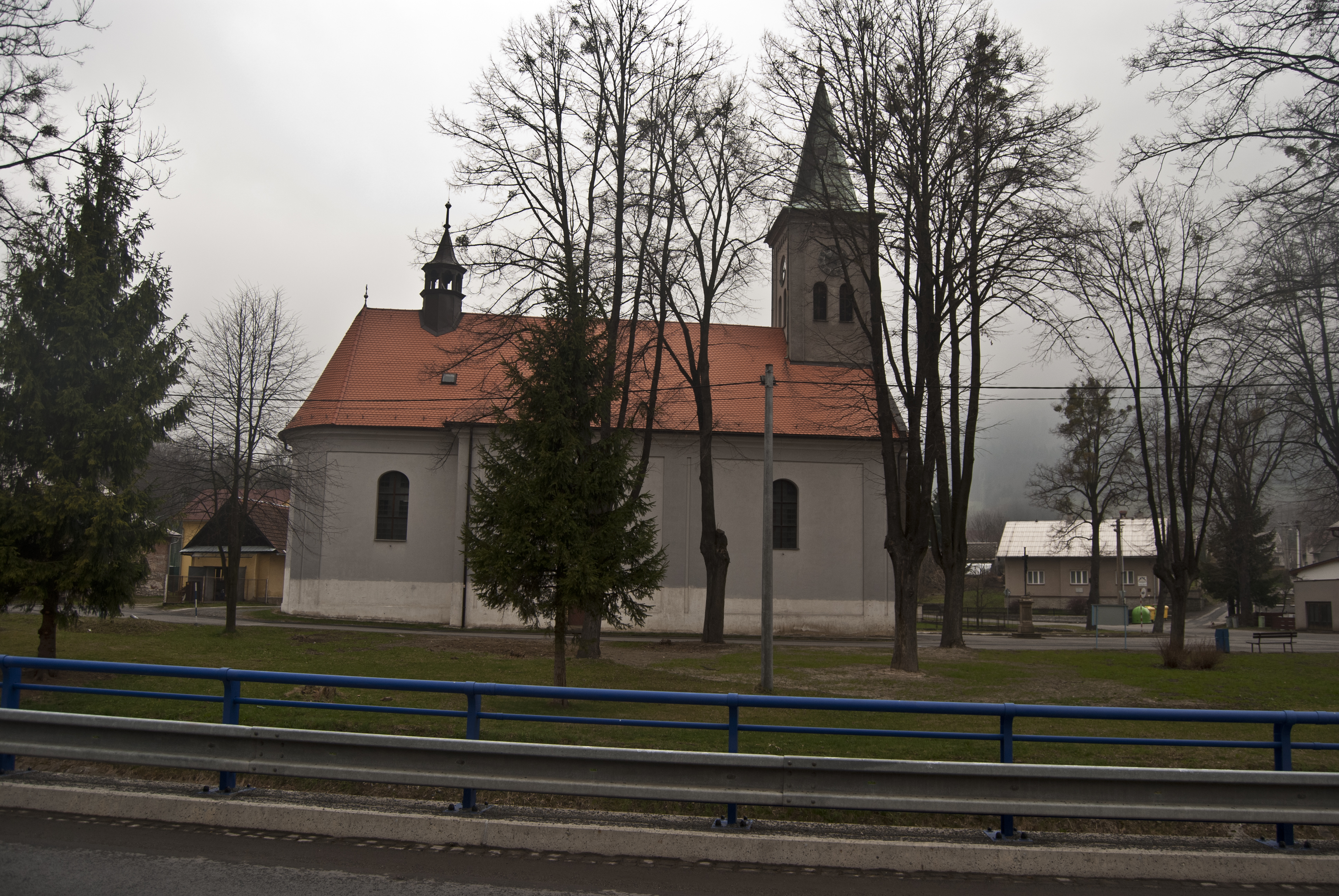
Kirche St. Peter und Paul

Lichnov (deutsch Lichnau) ist eine Gemeinde in Tschechien. Sie liegt vier Kilometer nordwestlich von Frenštát pod Radhoštěm in der Lachei und gehört zum Okres Nový Jičín.

## Geographie
Lichnov befindet sich – umgeben von den Bergen der Radhošťská hornatina (Radhoscht-Bergland) und der Štramberská vrchovina (Stramberger Bergland) – in der Veřovická brázda (Wernsdorfer Furche). Das Dorf erstreckt sich entlang des Baches Lichnovský potok, östlich fließt die Lubina. Im Norden erheben sich der Červený kámen (690 m n.m.) und der Holý vrch (487 m n.m.), nordöstlich die Tichavská hůrka (542 m n.m.), im Osten der Janíčkův vrch (463 m n.m.), südöstlich die Pavlova horečka (443 m n.m.), im Süden der Na Vrchu (456 m n.m.), der Horečky (565 m n.m.), der Na Stašku (610 m n.m.) und der Velký Javorník (917 m n.m.) sowie südwestlich der Na Peklech (602 m n.m.). Am östlichen Ortsrand verläuft die Staatsstraße I/58 zwischen Frenštát pod Radhoštěm und Kopřivnice, südlich des Dorfes die Staatsstraße II/483 zwischen Hodslavice und Frenštát pod Radhoštěm sowie die Bahnstrecke Kojetín–Český Těšín. Lichnov liegt auf dem Gebiet des Naturparks Podbeskydí.
Nachbarorte sind Kopřivnice, Lichnůvka, Na Horách und Sýkorec im Norden, Vlčovice im Nordosten, Tichá und Valcha im Osten, Na Nivách und Frenštát pod Radhoštěm im Südosten, Horečky, Daremní und Paseky im Süden, Bordovice im Südwesten, Zadky und Ženklava im Westen sowie U Háje, Kouty, V Podolí, Bařiny und Dražné im Nordwesten.

## Geschichte
Das Waldhufendorf wurde wahrscheinlich zum Ende des 13. Jahrhunderts während des Landesausbaus durch die mit dem Gebiet seit der Mitte des 13. Jahrhunderts vom Olmützer Bischof Bruno von Schauenburg erblich belehnten Grafen von Hückeswagen gegründet. Nach einer nicht erhaltenen Urkunde soll Heinrich von Freiberg auf Schauenstein, ein Sohn des Franco von Hückeswagen auf Hochwald, 1293 dem Vogt Hermann dazu ein Privileg erteilt haben. Nachdem Heinrich von Freiberg ohne Nachkommen verstarb, belehnte Bischof Theoderich von Neuhaus 1299 Gerlach von Hotzenplotz mit der Gegend zwischen der Ostrawitza und der Sedlnitz zwecks weiterer Besiedlung.
Die älteste nachweisliche Erwähnung des Dorfes erfolgte 1320 unter der Gütern der Burg Schauenstein. Nachdem die Herrschaft Schauenstein 1437 an Hochwald angeschlossen und an Johann Czazek von Saan verpfändet wurde, gehörte das Dorf zur Herrschaft Hochwald. Im Jahre 1539 wurde das Privileg, unter Bezug auf die Urkunde von 1293, für den Vogt Pavel Kyč erneuert. Das aus 70 Hufen bestehende Dorf Lichnov erstreckte sich von der Markscheide an der Lubina bis an die Vernyřover Grenze. Der Vogt besaß zwei Hufen Land und besaß das Recht zur Errichtung einer freien zweirädrigen Mahlmühle, zur Ansiedlung eines Schmiedes, Bäckers, Metzgers und Schusters sowie auf ein Drittel der Gerichtsgelder. Die übrigen Bewohner des Dorfes waren auf dem herrschaftlichen Meierhof in Nesselsdorf robotpflichtig. Nach mehreren Verpfändungen wurde die Herrschaft Hochwald 1581 durch Bischof Stanislaus Pavlovský von Pavlovitz wieder eingelöst und verblieb danach immer im Besitz des Bistums Olmütz.
In der Mitte des 17. Jahrhunderts wurde eine von einem Friedhof umgebene hölzerne Kirche errichtet, die zur Pfarrei Frankstadt gehörte. Durch die Nähe zum Vogteiteich war der Friedhof nass; die Gräber mussten flach bleiben und vor den Begräbnissen vom Totengräber ausgeschöpft werden, damit die Särge nicht im Wasser schwammen. Das älteste Ortssiegel stammt aus der Mitte des 18. Jahrhunderts; es zeigt einen Hakenpflug und darüber zwei, nicht näher identifizierbare, gekreuzte Werkzeuge. Ab 1776 begann der Schulunterricht in zwei Chaluppen, zuvor wurden die Kinder in Frankstadt unterrichtet. 1784 stiftete der Religionsfonds in Lichnau eine Lokalie, zu der auch Bordowitz eingepfarrt wurde. Im Jahr darauf stellte die Gemeinde das Armenhaus als Schulgebäude zur Verfügung. Die alte Holzkirche war über die Jahre durch die Witterung und das Grundwasser des Vogteiteiches so schadhadt geworden, dass der Einsturz drohte. 1786 begann deshalb unterhalb des Teiches der Bau einer neuen steinernen Kirche, die 1794 geweiht wurde. Auf einem vom Vogt Kašpárek überlassenen Grundstück wurde um 1800 ein Pfarrhaus errichtet. 1804 erfolgte der Umbau des Armenhauses zum Schulhaus. Im Jahre 1810 wurde Weltschowitz nach Lichnau umgepfarrt.
Im Jahre 1835 bestand das im Prerauer Kreis an der Straße von Freiberg nach Frankstadt gelegene Dorf Lichnau bzw. Lichnow aus 164 Häusern, in denen 924 Personen lebten. Haupterwerbsquelle bildeten die Viehzucht, Holzverarbeitung und das Fuhrwesen; der Ackerbau war wenig erträglich. Unter dem Patronat des Religionsfonds standen die Kirche St. Peter und Paul, die Lokalie und die Schule. Bei Lichnau wurde Kalkeisenstein minderer Qualität gewonnen. Lichnau war Pfarr- und Schulort für Bordowitz und Weltschowitz. Sitz des Oberamtes war Hochwald. Bis zur Mitte des 19. Jahrhunderts blieb Lichnau der fürsterzbischöflichen Lehnsherrschaft Hochwald untertänig.
Nach der Aufhebung der Patrimonialherrschaften bildete Lichnov / Lichnau ab 1849 eine Gemeinde im Gerichtsbezirk Frankstadt. Das Forsthaus wurde wegen des Rückgangs der Wälder zwischen Lichnov und Frankstadt aufgegeben und zu einem Ausflugs- und Ausspanngasthaus umgebaut. In dieser Zeit setzte eine große Auswanderungswelle nach Nordamerika – insbesondere nach Texas – ein, die bis zum Beginn des 20. Jahrhunderts anhielt. Im August und Oktober 1866 starben über 50 Einwohner an der Cholera. Ab 1869 gehörte Lichnov zum Bezirk Mistek. Zu dieser Zeit hatte das Dorf 1175 Einwohner und bestand aus 196 Häusern. 1883 begann für 6885 Gulden der Bau eines neuen Schulhauses, in dem im Jahr darauf zweiklassig und ab 1889 dreiklassig unterrichtet wurde. Zum Ende des 19. Jahrhunderts erfolgte eine Vergrößerung des Friedhofs. Zwischen 1895 und 1900 ließ die Gemeinde das ehemalige Armenhaus abbrechen und an seiner Stelle ein eigenes Gasthaus errichten. 1905 wurde der Vogteiteich aufgelassen und der Damm abgetragen; dadurch kam es auch zu einer Senkung des Grundwasserspiegels auf dem Friedhof. Im Jahre 1900 lebten in Lichnov 1261 Personen, 1910 waren es 1387. Im Jahre 1930 bestand Lichnov aus 258 Häusern und hatte 1505 Einwohner. Nach dem Münchner Abkommen verblieb das lachischsprachige Dorf 1938 bei der "Resttschechei" und gehörte zum Bezirk Friedberg; nördlich und westlich von Lichnov verlief die Grenze zum Deutschen Reich. 1949 wurde Lichnov dem neu gebildeten Okres Frenštát pod Radhoštěm zugeordnet, der bei der Gebietsreform von 1960 wieder aufgehoben wurde. Im Jahre 1950 hatte Lichnov 1454 Einwohner. Seit 1961 gehört die Gemeinde zum Okres Nový Jičín. Nachdem im selben Jahr die neue Grundschule fertiggestellt war, wurde das alte Schulhaus als Kindergarten, Büro der Gemeindeverwaltung und Festsaal genutzt. 1982 wurde der neue Kindergarten eingeweiht, seine vorherigen Räumlichkeiten in der alten Schule bezog die Post. Seit 1993 führt die Gemeinde ein Wappen und Banner. Beim Zensus von 2001 lebten in den 448 Häusern von Lichnov 1317 Personen.

## Gemeindegliederung
Für die Gemeinde Lichnov sind keine Ortsteile ausgewiesen. Zu Lichnov gehören die Ansiedlungen Daremní, Horečky, Kouty, Na Horách, V Podolí, U Háje, Valcha und Zadky. Grundsiedlungseinheiten sind Daremní, Kouty und Lichnov.
Das Gemeindegebiet bilden den Katastralbezirk Lichnov u Nového Jičína.

## Sehenswürdigkeiten
- Kirche St. Peter und Paul, sie entstand in den Jahren 1786–1794 und ersetzte eine baufällige Holzkirche, aus der die Glocken und Altäre übernommen wurden. Die älteste der drei Glocken stammt von 1582. Die Kirche besitzt drei Altäre, der Hochaltar wurde 1665 vom Troppauer Tischler Lorenz Lenk geschaffen und vom Vergolder Adam Delong bemalt. Der Kirchturm wurde 1881 fertiggestellt.
- Steinernes Friedhofskreuz, es wurde an der Stelle der alten Holzkirche zum Gedenken an die Opfer des Choleraausbruchs von 1866 errichtet
- Grabkapelle der Familie Kubart auf dem Friedhof, errichtet 1883 für den letzten Vogt, Josef Kubart
- Gedenkstein für die Gefallenen des Ersten Weltkrieges auf dem Friedhof, geschaffen vom Bildhauer Vladimír Brázdil, enthüllt 1937
- Mariensäule unterhalb der Kreuzung am Okluk, sie ist bereits im Kataster von 1771 eingezeichnet
- Steinernes Kreuz bei Haus Nr. 36, errichtet 1777 durch den Grundbesitzer Jan Ermis
- Gedenkstein vor dem Gemeindeamt, in dem Findling ist ein Behältnis mit Dokumenten zur Ortsgeschichte eingelassen
- Privates Museum der Auswanderung, eine Besichtigung der Dauerausstellung unter dem Motto Naděje má jméno Texas ist nur nach vorheriger Absprache mit dem Betreiber möglich[7]
- Alte Schule, erbaut 1883, heute Gemeindeamt und Postagentur

## Söhne und Töchter der Gemeinde
- František Pustějovský  (1906–1974), Maler und Werbegraphiker, Ortschronist
- Vlastislav Holub (1925–2011), Maler, Graphiker und Sgraffito-Künstler